# Most Claramunt
Most Claramunt, katalánsky Pont de la Boixera nebo Pont de Claramunt, je most v katalánské obci La Pobla de Claramunt. Je součástí inventáře architektonického dědictví Katalánska (IPAC: 5923). Vede přes říčku Anoia na silnici do mlýna. Byl postaven v 19. století z cihel a kamene. V současné době zbylo z původní stavby pět až šest oblouků.